# Zoo Stralsund
Koordinaten: 54° 19′ 1,4″ N, 13° 3′ 0,9″ O
Der Zoo Stralsund (auch Stralsunder Tierpark) ist eine Einrichtung in Stralsund. Das Gelände am Stadtwald umfasst ca. 16 Hektar. Der Tierpark wurde 2005 als „Zoologischer Garten“ anerkannt, führte aber weiter den Namen „Tierpark“. Neben zahlreichen heimischen Tieren werden auch viele Tiere anderer Kontinente gezeigt. Die Haltung einer großen Gruppe Weißer Esel ist in Deutschland sehr selten.
Auf dem Gelände befindet sich ein originales, hierher umgesetztes Ackerbürgerhaus; zudem wurde die Mahnkesche Mühle hier wieder aufgebaut.

## Ziel
Der Stralsunder Zoo hat sich zum Ziel gesetzt, seltene, teilweise vom Aussterben bedrohte heimische Haustierrassen zu erhalten und zu züchten. Die Weißen Esel, das Rauhwollige Pommersche Landschaf, die Girgentana-Ziege, die Ostpreußische Skudde oder auch das Kaukasische Zwergzebu zählen zu diesen Tieren.
|  |  |

## Geschichte

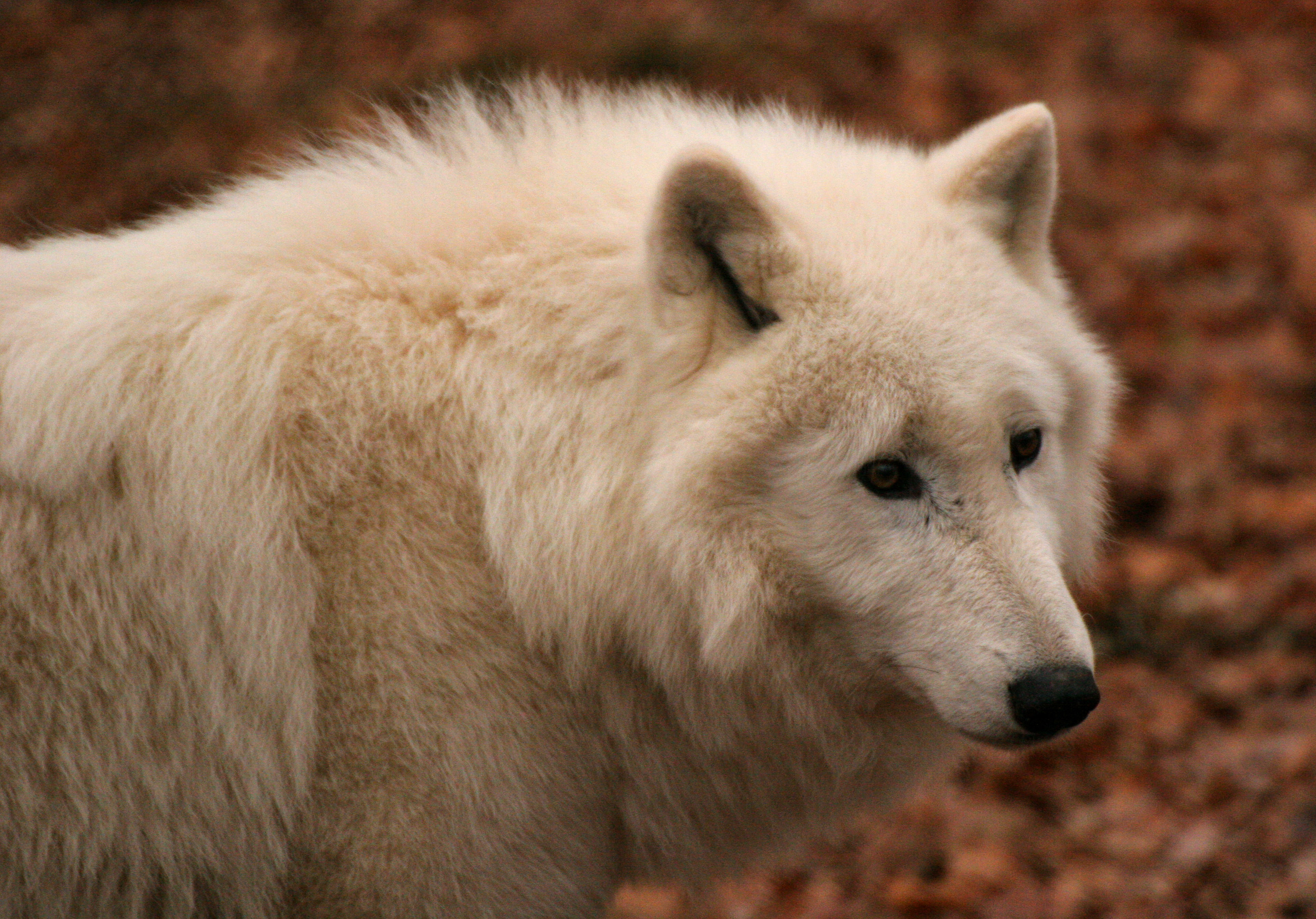
Polarwolf

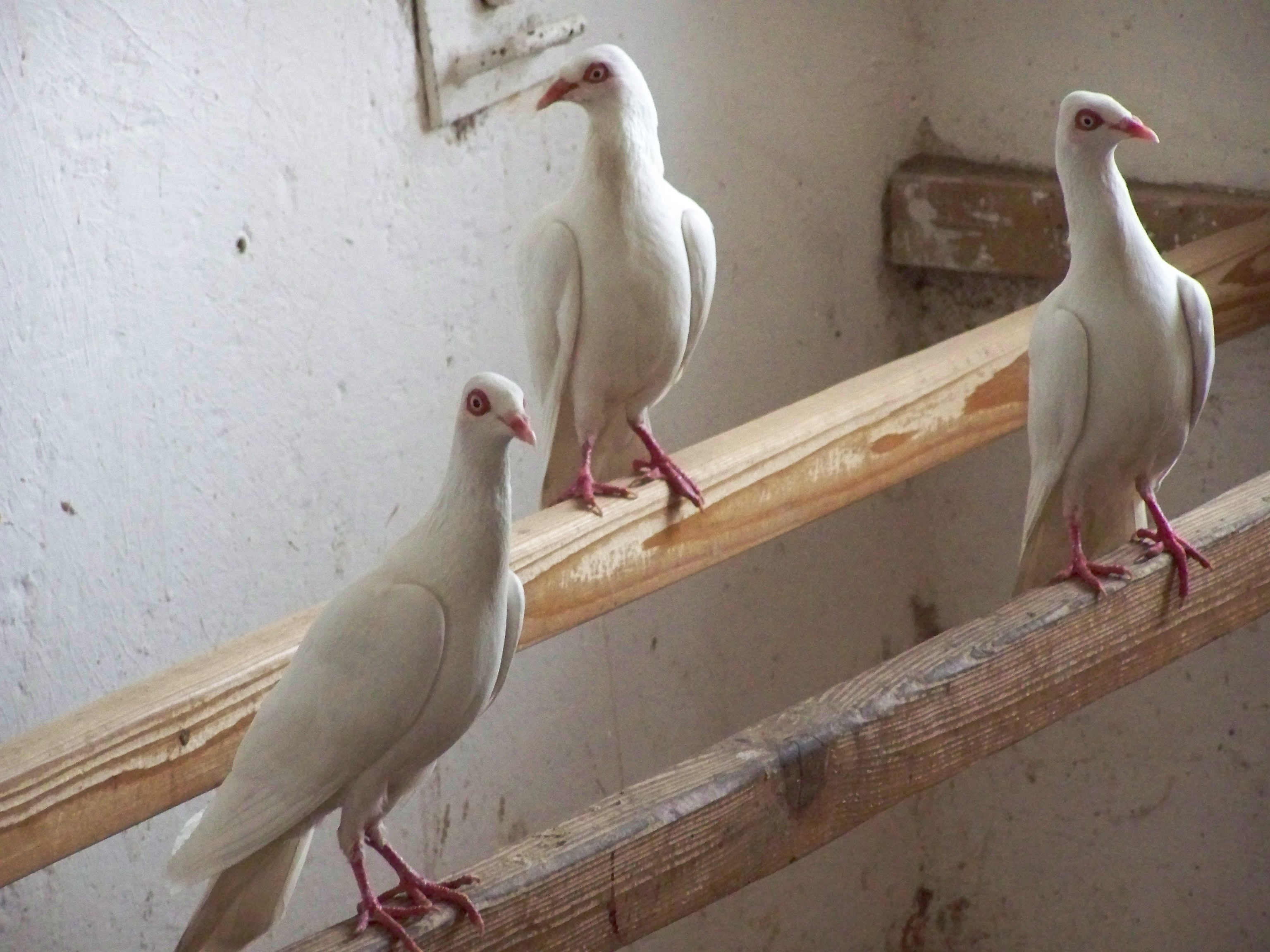
Stralsunder Hochflieger

### Hirsch- und Rehgehege Küterbastion
Der Stralsunder Lehrer Frido Schmidt gründete 1928 den „Tiergartenverein Stralsund“, der im Jahre 1928 auf der Küterbastion vor dem Kütertor ein Gehege für Hirsche und Rehe anlegte. Die Tiere konnten kostenlos besichtigt werden, der Verein finanzierte den Betrieb des Geheges über Spenden. Wegen der schwierigen Versorgungslage im Zweiten Weltkrieg musste das Gehege am 8. März 1944 geschlossen werden.

### Fasanerie Küterbastion
Nach dem Zweiten Weltkrieg wurde auf dem Gelände zunächst ein Schulgarten angelegt. Im angrenzenden Knieperteich wurde 1956 die traditionelle, bereits 1630 urkundlich belegte, Schwanenzucht wieder aufgenommen.
Für einen Tierpark war das Gelände auf der Küterbastion viel zu klein, sodass das Gartenamt der Stadt Stralsund dort 1959 eine Fasanerie anlegte, die zur 3. Ostsee-Woche mit vier Volieren für Ziergeflügel und einem Gehege mit Rhesusaffen öffnete. 1960 wurde die Fasanerie fertiggestellt und 1962 um ein Terrarium ergänzt. Die Anlage wurde 1989 saniert, musste jedoch nach 34 Jahren Betrieb 1993 geschlossen werden, da sie innerhalb kurzer Zeit immer wieder zum Ziel von Zerstörungen und Diebstählen geworden war. Heute befindet sich an dieser Stelle ein Kinderspielplatz.

### Tierpark im Stadtwald
Im Stadtwald der Stadt wurden ebenfalls 1959 erste Freigehege für Schwarzwild angelegt, die den Grundstein des heutigen Zoos bildeten. Ziel war ein Wildgehege ohne Einzäunung; dies wurde allerdings 1964 aufgegeben und der Tierpark eingezäunt. 1960 schuf man hier zusätzliche Anlagen für Rotwild sowie Volieren für Rotfuchs und Wolf, 1961 kamen Anlagen für Ponys und Esel, Nutrias, Waschbären, Marderhunde und zwei Braunbären hinzu. 1964 konnte erstmals ein Zuchterfolg vermeldet werden; für die gezüchteten Esel wurden Kaukasische Zwergzebus eingetauscht.
In den nächsten Jahren wurde der Tierpark unter Leitung von Hartmut Olejnik nach einer Grundsatzentscheidung im Jahr 1965 systematisch mithilfe vieler freiwilliger Helfer und der Hilfe aus Stralsunder Betrieben und Einrichtungen zum Heimattiergarten ausgebaut. Von 1965 bis 1969 war der Eintritt frei, danach musste ein Eintrittsgeld in eine „Kasse des Vertrauens“ entrichtet werden.
Zahlreiche Neubauten wurden bis zum 10. Tierparkfest, das regelmäßig gefeiert wurde, errichtet: 1962 eine Greifvogelvoliere, 1964 ein Wirtschaftsgebäude, 1966 die Schafanlage, 1967 die Rinderanlage, 1968 ein Versorgungskiosk. 1969 wurde ein Gedenkstein eingeweiht.
Auch in den nächsten zehn Jahren wuchs der Tierbestand und der Ruf der Stralsunder Anlage innerhalb der Tierparks der Deutschen Demokratischen Republik, aber auch international. Dies wird 1970 durch den ersten Nachwuchs bei den Bären wieder belegt. Ein Gehege für Pumas und die Freilichtbühne wurden 1970 gebaut. Im Jahr 1971 wurde der Tierpark eine selbständige Einrichtung in städtischer Trägerschaft. In diesem Jahr wurden erstmals über 100.000 Besucher gezählt: 110.810 Menschen sahen sich auch die 1971 geschaffenen Pferdeställe, die Kaninchenanlage und den Wassergeflügelteich an.
1973 begann auch der Bau des Affenhauses, welches 1974 fertiggestellt wurde. Seit 1974 müssen die Besucher auch ihren Eintritt an einem Kassenhaus bezahlen.
Eine Mehrzweckhalle wurde 1978 fertiggestellt und 1981 ein Sozialgebäude. 1982 wurde das Gelände des Tierparks stark erweitert. Viele der Anlagen wurden saniert und erweitert. In den 1980er Jahren war der Tierpark im Fernsehen der DDR in einer Tierpark-TV-Serie zu sehen. 1984 wurde eine Voliere für die Stralsunder Hochflieger gebaut, 1986 das Papageienhaus. 1991 wurde der Eingang von der Barther Straße an den Grünhufer Bogen verlegt.
Im Jahr 2005 konnte den Affen ein neues, größeres Haus mit Freigehege eröffnet werden, für das viele Stralsunder gespendet hatten.
Im Jahr 2006 wurde ein neues, weitläufiges Gehege für die Braunbärin Jule eingeweiht; derzeit wird an einer vergrößerten Leopardenanlage gearbeitet.
Von 2006 bis 2011 wurde die Mahnkesche Mühle am Originalstandort abgetragen und auf dem Zoogelände originalgetreu wieder errichtet.
Mit Hilfe von Sponsoren und Tierpatenschaften soll der Betrieb des Tierparks gesichert und erweitert werden.

## Tierbestand

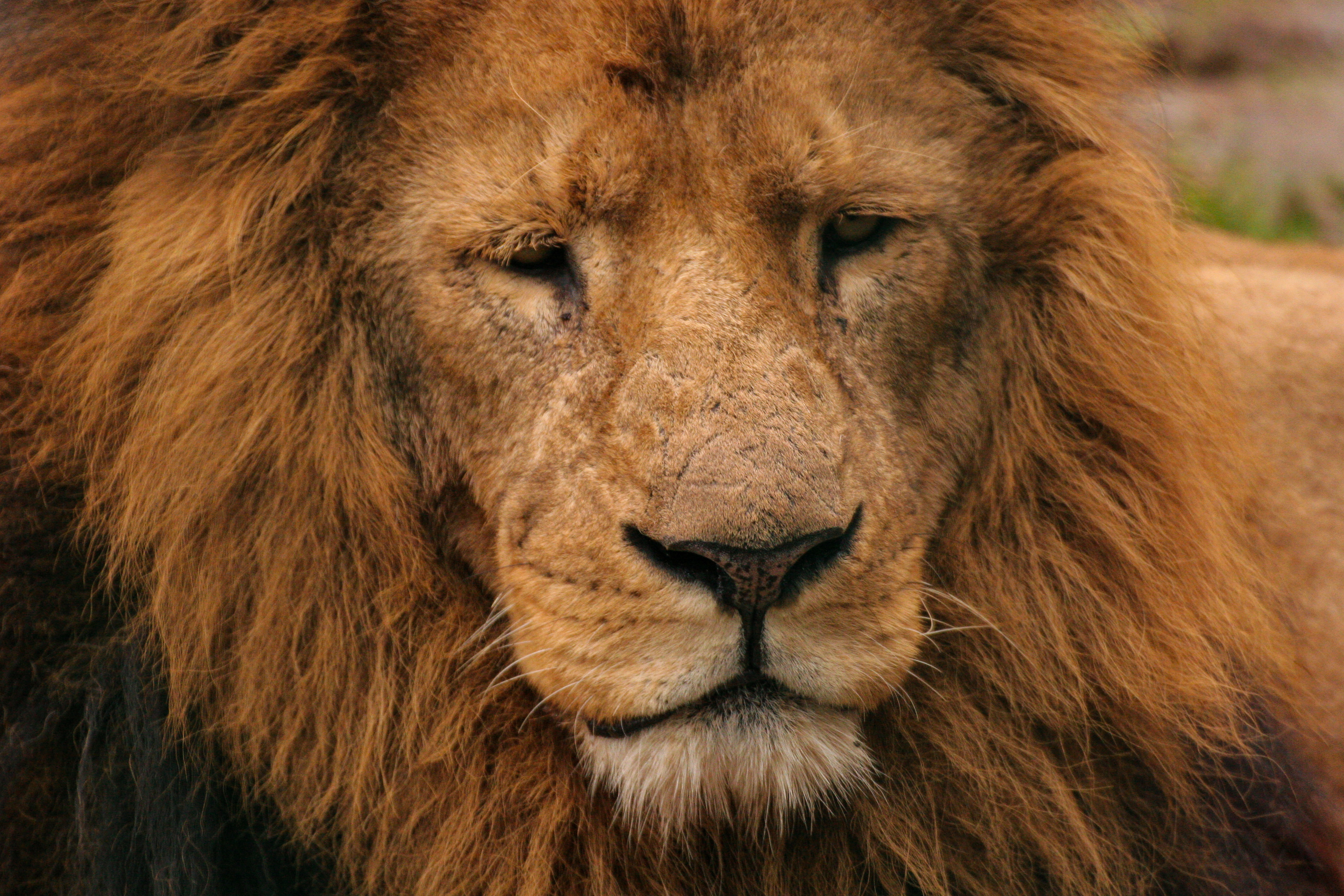
Löwe
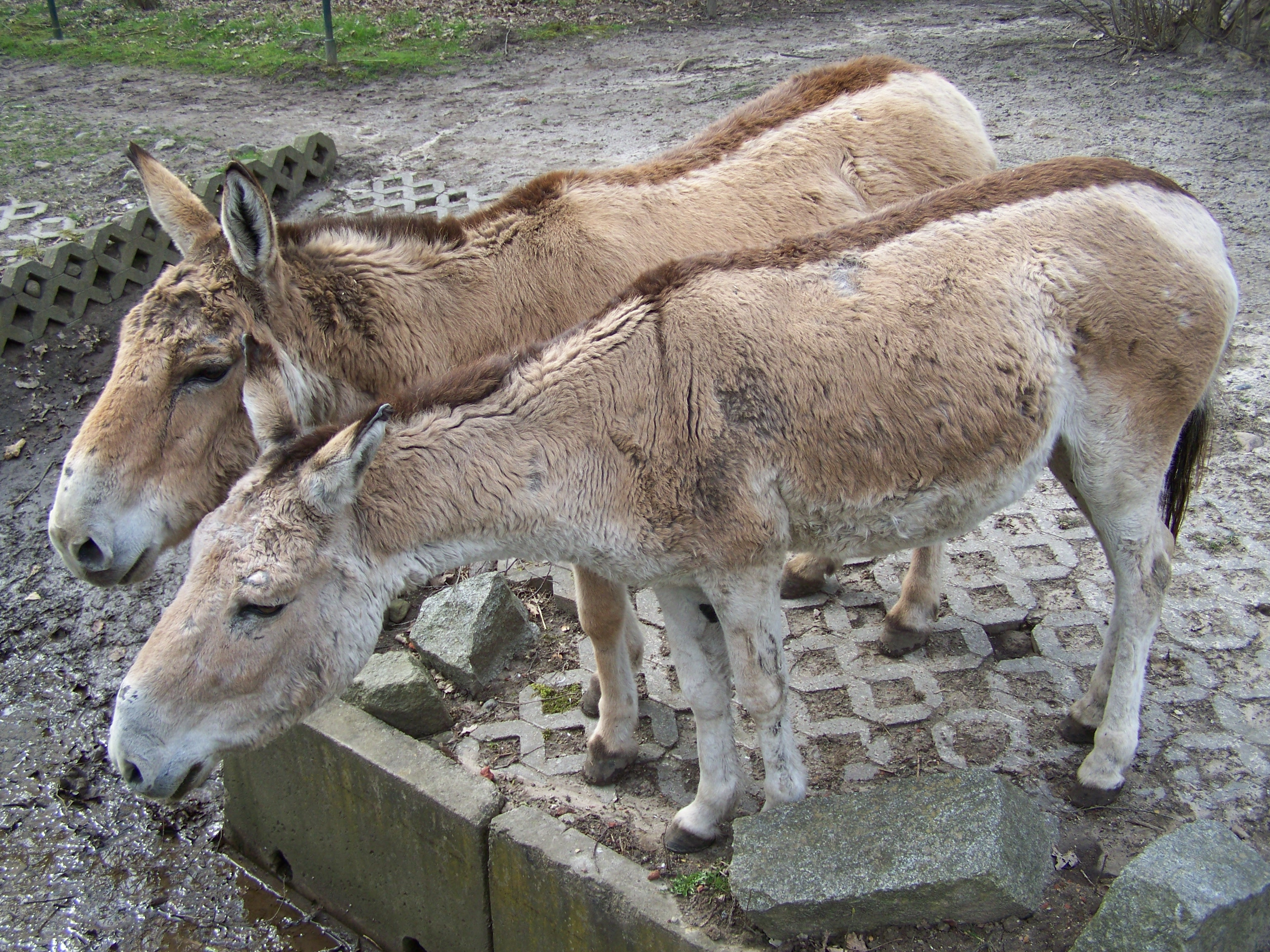
Kulane
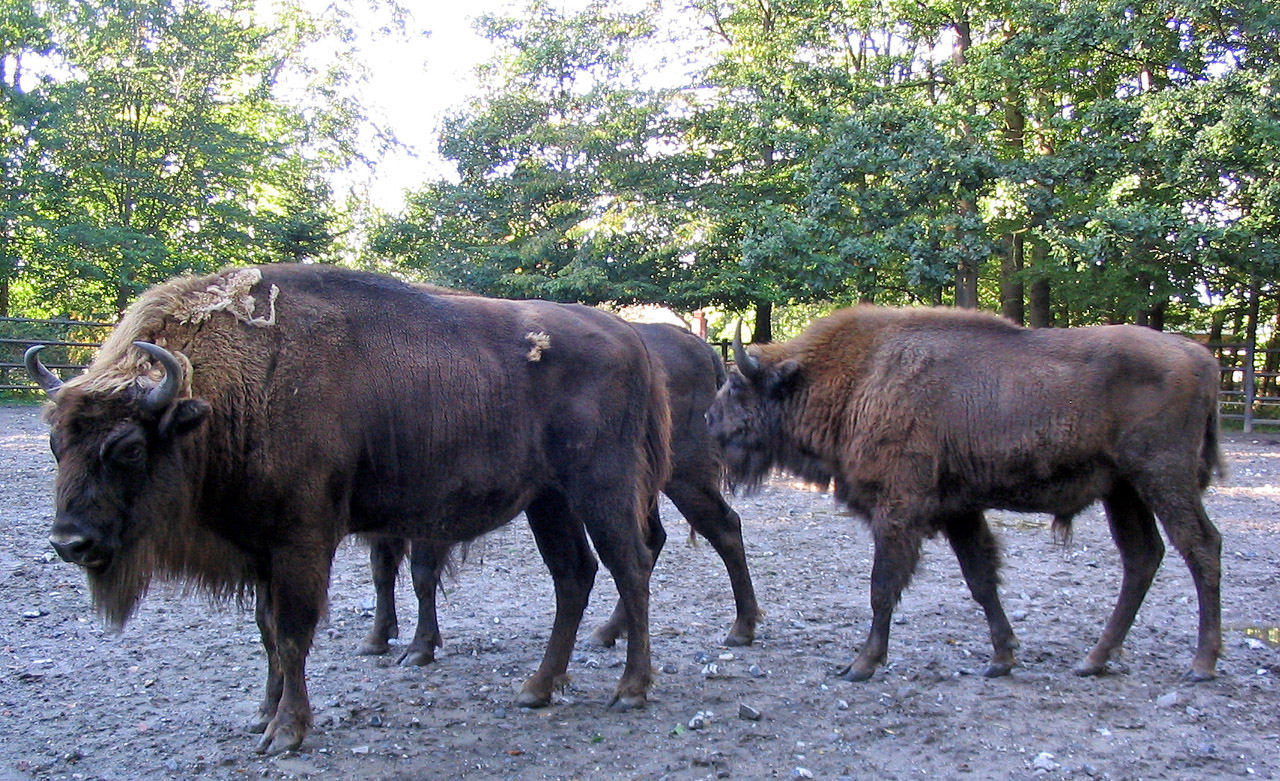
Wisente
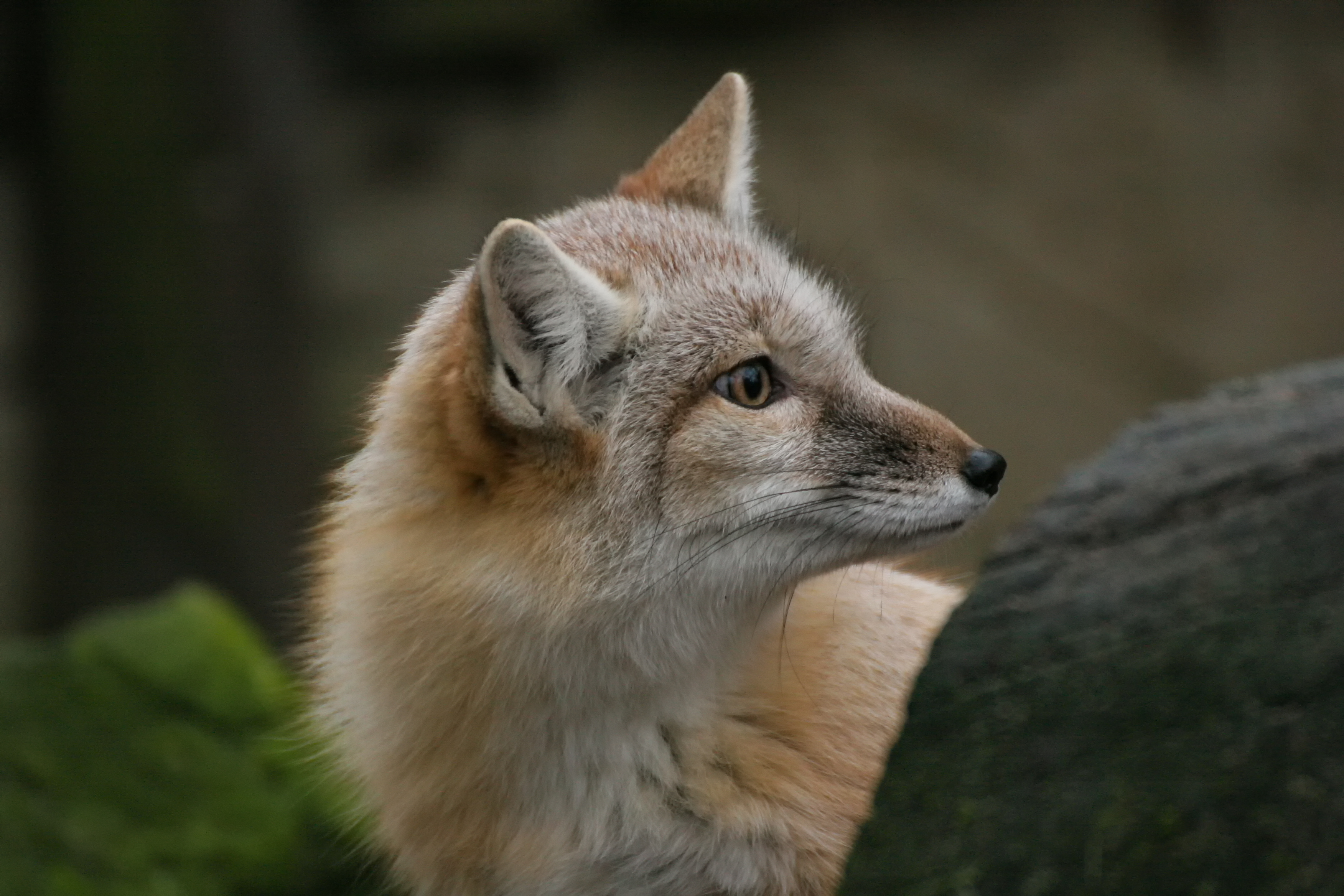
Silberfuchs
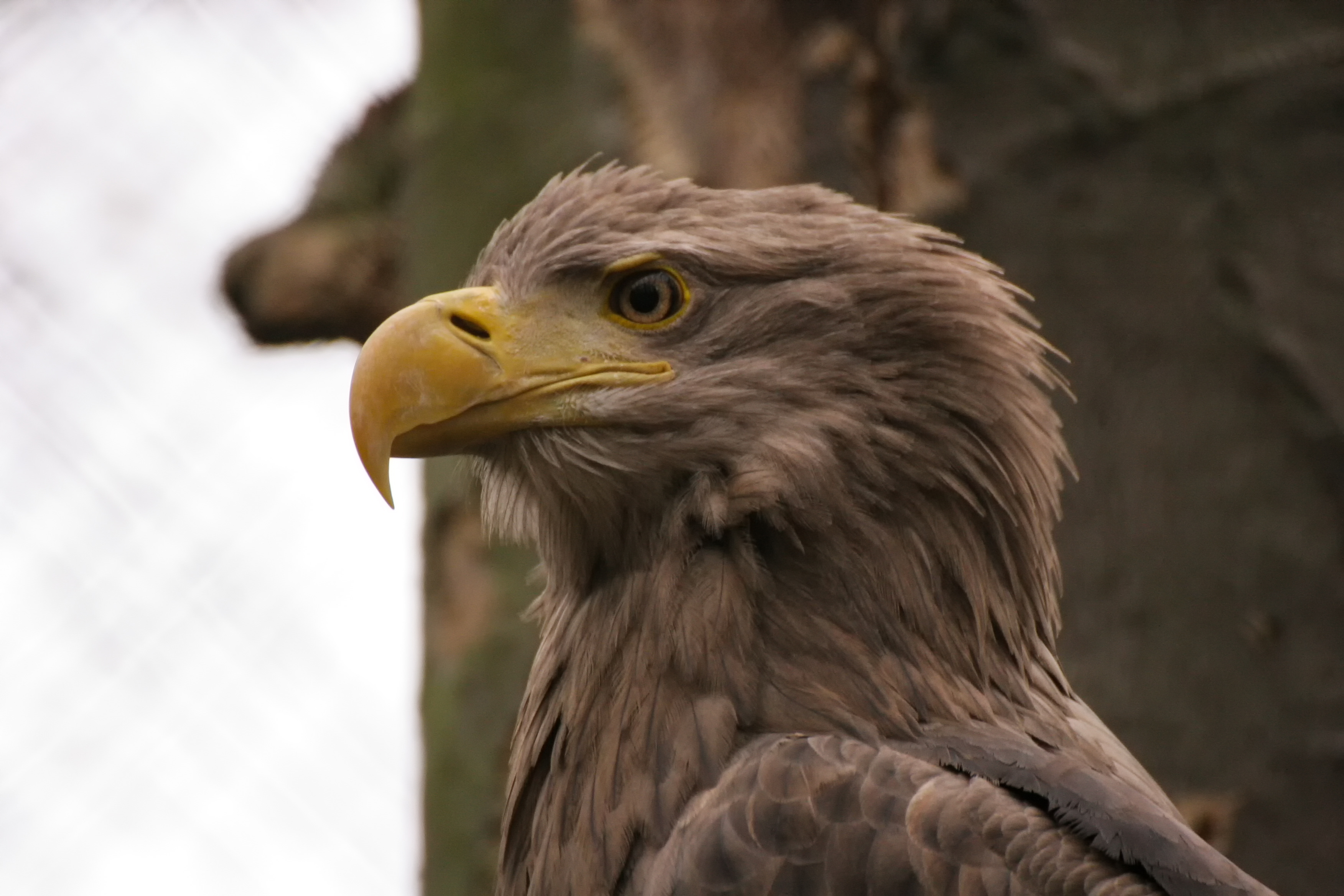
Seeadler
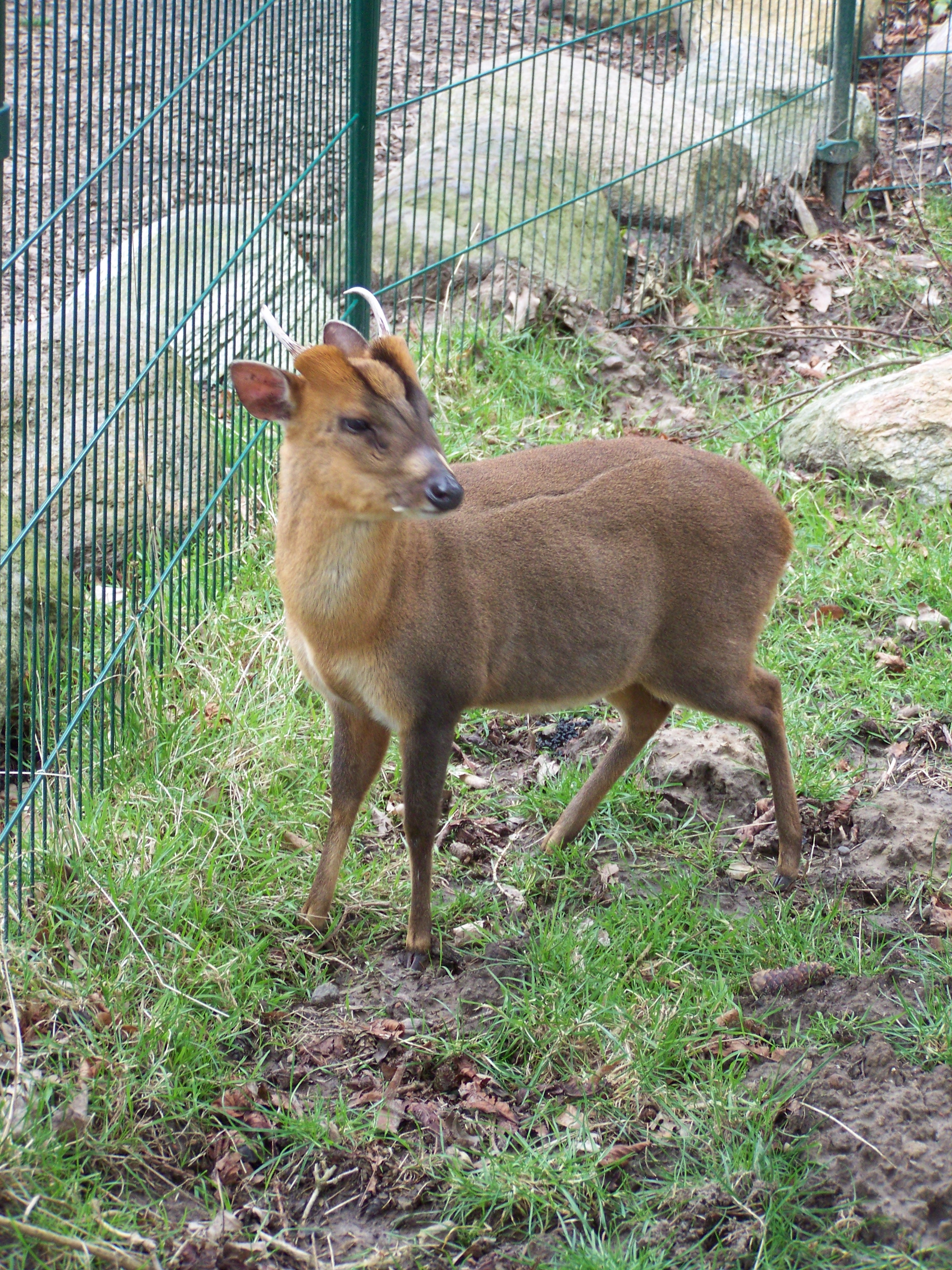
Chinesischer Muntjak

Damwild, Hängebauchschweine, Siamkatzen, Silberfuchs und ein Braunbärmännchen wurden 1962 erworben.
Der Tierbestand erweiterte sich um Zackelschafe, Goldschakale und Dingos (1965), Schafe, Löwe (Leihgabe) und Wisente (1966), Rinder, Watussis, Yaks, Wasserbüffel, Steppenrinder, Heidschnucken und Hutaffen (1967), Sibirische Schlittenhunde, Blaufüchse, und Meerkatzen (1968) sowie diverse Schafrassen (Karakul-, Vierhorn-, Mongolen- und Mähnenschafe) (1969).
1971 werden Jämtlandziegen, Nasenbären und Ungarische Wollschweine erworben. Weitere Anschaffungen in den kommenden Jahren sind u. a. Löwen, Kragenbären und Nackthunde (1973). Zum 20. Tierparkfest konnte man auf weitere Neuanschaffungen zurückblicken: Baribalbären, Elche, Indische Hängeohrziegen, Uhus (1974), Guanako, Luchse, Korsak (1975), Fettsteißschafe, Lamas, Trampeltiere, Tarpane, Schwarzer Panther (1976), Auerochsen, Leoparden, Nandu (1977), Steppenadler und Schneeeule (1978), Graupapageien (1982), Mangalica-Schweine, Tigerscheckponys (1983), Goffinikakada, Gelbhaubenkakadu, Karakal (1985), Prälatfasan, Mink (1989), Benttkänguruh, Ozelot, Rosapelikan, Weißer Esel, Pythonschlangen (1990), Rabengeier und Javaneraffen (1991), Geparden, China-Leoparden, Steinadler, Raufußbussard, Falbkatzen, Polarwolf und Weißbüschelaffen (1992), Bezoarziegen, Agutis und Przewalski-Pferde (1993) ließen den Gesamtbestand 1993 auf 95 Haustierrassen, 158 Tierarten bzw. über 1.000 Individuen ansteigen.
Im Jahr 2005 waren es etwa 800 Individuen aus 133 Tierarten, darunter 70 Haustierrassen. Hinzugekommen waren u. a. Muntjaks. Ende 2006 wurden 783 Tiere aus 133 Arten gezählt.
2008 bekamen die beiden Löwenweibchen Junge; der Vater der Jungtiere verstarb bald danach an Altersschwäche. Zu Beginn des Jahres 2009 starben die drei Bisons des Zoos an Bösartigem Katarrhalfieber.
Ende des Jahres 2023 lebten im Zoo insgesamt 1494 Tiere in 208 Arten (davon sind mit 117 Arten die Vögel am häufigsten) und 67 Haustierrassen (davon zählen 36 zu den Säugetieren und 28 zu den Vögeln). Über 160.000 Besucher wurden gezählt; 2022 waren es 163.000.

## Zuchterfolge
| - 1964: Esel - 1966: Marderhund - 1972: Puma - 1975: Uhu - 1978: Lama - 1985: Goldschakal | - 1986: Wisent, Rotfuchs - 1991: Benettkänguruh, Weißer Esel - 1992: Schimpansen, Kamel, Gelbhaubenkakadu, 50. und 51. Jungtier der Braunbärin - 1993: Soayschaf, Kulan sowie Ozelot und Löwe (Handaufzucht) - 2023: Asinara-Esel, Trampeltier |